# Задержанный в ожидании суда
Задержанный в ожидании суда (итал. Detenuto in attesa di giudizio) — фильм 1971 года режиссера Нанни Лоя с Альберто Сорди в роли главного героя.

## Сюжет
Итальянец-геодезист Джузеппе Ди Ной в 1963 году поселился в Швеции, где он женился на шведке Ингрид (Эльга Андерсен) и стал уважаемым профессионалом. Через несколько лет во время отпуска он решает увезти свою семью в Италию. Но на итальянской границе он неожиданно был арестован без всякого объяснения. Свято убеждённый в том, что ошибка будет быстро исправлена, несчастный человек попадает в тюрьму, где сталкивается с унизительными и обезличенными процедурами.